# Johannes Vastovius
Johannes Vastovius, född omkring 1576 troligen i Västervik, död 17 juni 1642 i Polen, var en svensk katolsk präst och författare. Han tjänstgjorde bland annat under kung Sigismund under tiden för reformationen i Sverige.

## Biografi
Johannes Vastovius var son till borgmästaren i Västervik Vaste Andersson. Han gick i skola i Söderköping och rymde tillsammans med sin bror Petrus till Polen sedan fadern nedfallit i dryckenskap och förlorat medborgerligt förtroende. Vastovius inskrevs vid jesuitkollegiet i Braunsberg 1595, kom 1599 till Rom och inskrevs 1600 vid Collegium germanicum där. Han övergick till katolicismen och prästvigdes, 1607 omtalas han som kaplan hos Sigismund i Krakow.
Han blev protonotarius publicus och katolsk präst i Warmia, Polen, och var där kaplan och bibliotekarie.
Han är mest känd för sin bok Vitis aquilonia, en samling berättelser eller legender från Skandinavien, om bland annat svenska helgon från cirka 850 och fram till 1600-talet, upptryckt i Köln. En ny upplaga av  Vitis aquilonia gasv ut i Uppsala 1708 med kommentarer av Erik Benzelius den yngre, som lovordade Vastovius stil och stringens. En annan, 1900-talshistorikern och filologen Natanael Beckman, var dock av en annan uppfattning. Han beskrev Vitis aquilonia som omogen och otydlig som källa betraktad.